# Diocese luterana de Copenhague

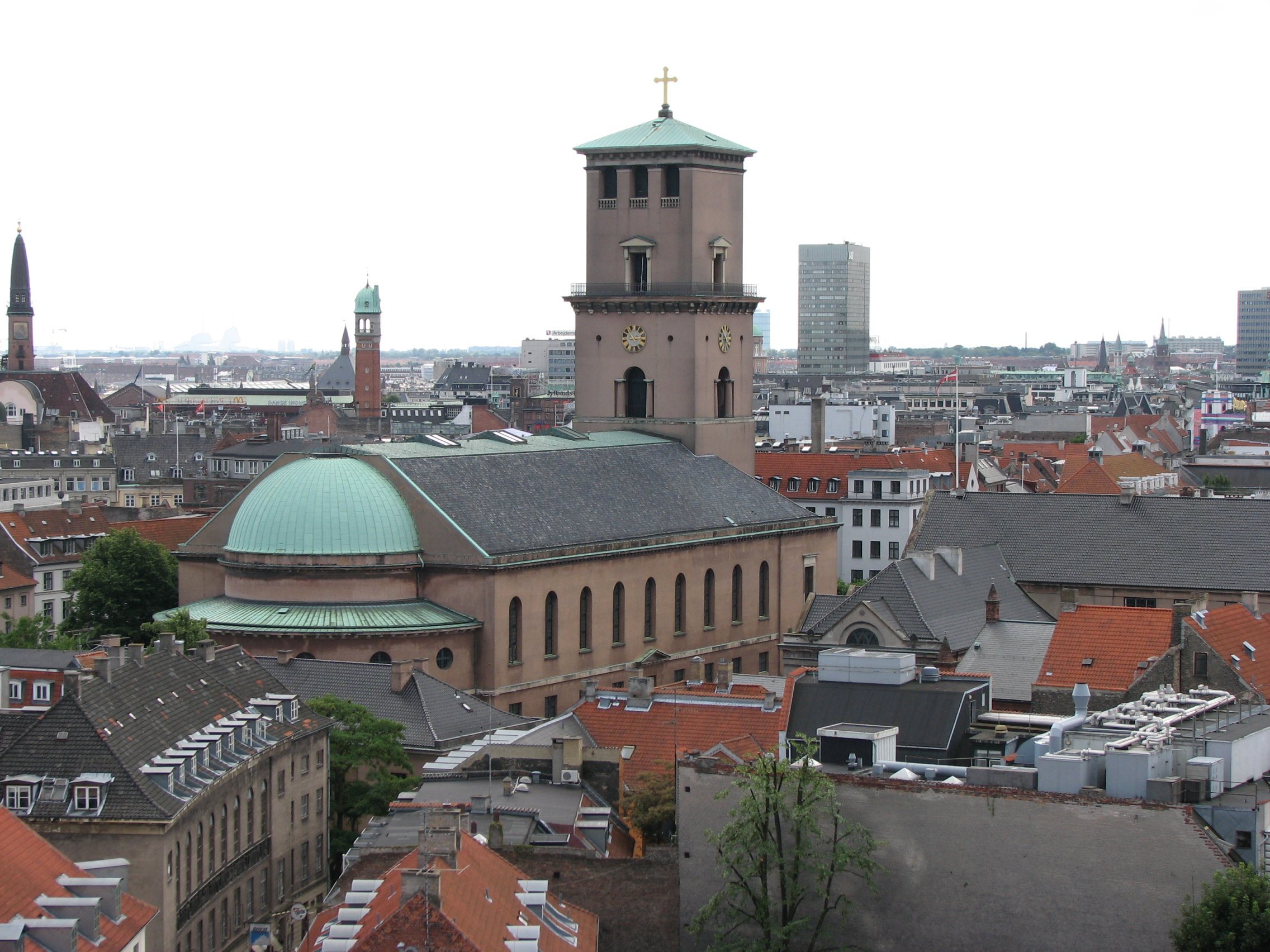
A catedral de Copenhague vista de Rundetårn

A diocese luterana de Copenhague (em dinamarquês: Københavns Stift) é uma diocese pertencente à Igreja Nacional da Dinamarca. Até 2010, o bispo era Erik Normann Svendsen, tendo sido instituído em 1992. A catedral é a de Nossa Senhora, estando localizada em Copenhague. O bispo de Copenhague tem um estatuto especial de primus inter pares entre os bispos dinamarqueses, mas o chefe administrativo da igreja é o ministro de Relações Eclesiásticas e o rei Frederico X da Dinamarca.